# Rafał Sikora
Rafał Józef Sikora (ur. 17 lutego 1987 w Mielcu) – polski lekkoatleta, chodziarz, olimpijczyk.

## Osiągnięcia
Zawodnik największy dotychczasowy sukces na arenie krajowej odniósł w roku 2009, kiedy to został mistrzem kraju w chodzie na 50 km. Uzyskał wówczas najlepszy wynik w Europie na 50 km do lat 23. Wielokrotny Mistrz Polski Juniorów w chodzie sportowym, rekordzista Polski młodzików, juniorów młodszych na 5 km. Dwukrotny brązowy medalista pucharu Europy w drużynie (Metz 2009 – chód na 20 km, Dudince 2013 – chód na 50 km). Brązowy medalista drużynowych mistrzostw świata w chodzie (chód na 50 km, drużyna). Siódmy zawodnik mistrzostw świata juniorów młodszych w Kanadzie (Sherbrooke 2003). Piętnasty zawodnik igrzysk olimpijskich w Londynie (2012) w chodzie na 50 kilometrów. Wychowanek Sokoła Mielec.

## Rekordy życiowe
- chód na 5000 metrów (hala) – 19:13,77 (23 lutego 2014, Sopot) – 6. wynik w historii polskiej lekkoatletyki[4]
- chód na 10 000 metrów – 40:30,80 (11 września 2010, Warszawa[5])
- chód na 20 kilometrów – 1:21:04 (16 kwietnia 2011, Zaniemyśl) – 13. wynik w historii polskiej lekkoatletyki[6]
- chód na 50 kilometrów – 3:46:16 (26 marca 2011, Dudince) – 8. wynik w historii polskiej lekkoatletyki[6]